# Aloe nyeriensis
Aloe nyeriensis é uma espécie de liliopsida do gênero Aloe, pertencente à família Asphodelaceae.